# Ovidiu Petre
Ovidiu Petre (Boekarest, 22 maart 1982) is een Roemeens profvoetballer. Sinds 2010 staat hij onder contract bij Al-Nassr.
Hij kwam 23 keer uit voor de nationale ploeg en scoorde maar 1 keer.